# Снигирёв, Иван Прокопьевич
Иван Прокопьевич Снигирёв (21 января 1915, Нижняя Коса, Пермская губерния — 30 августа 1953, Нижняя Коса, Молотовская область) — советский военнослужащий, участник Великой Отечественной войны, полный кавалер ордена Славы, командир отделения взвода разведки роты управления 62-й гвардейской танковой бригады, гвардии сержант — на момент представления к награждению орденом Славы 1-й степени.

## Биография
Родился 21 января 1915 года в деревне Нижняя Коса (ныне — Косинского района Пермского края). Коми-пермяк. Окончил 5 классов. Работал десятником на косинском лесоучастке.
В 1937 году был призван в Красную Армию. Службу проходил на Дальнем Востоке. Участвовал в боях на озере Хасан, был награждён медалью «За боевые заслуги». После демобилизации вернулся домой. Член ВКП/КПСС с 1940 года.
С началом Великой Отечественной войны в июне 1941 года был вновь призван в армию. В одном из боев был тяжело ранен, после госпиталя был комиссован, снят с воинского учета по состоянию здоровья. Весной 1943 года был зачислен добровольцем в формируемый на Урале 30-й Уральский добровольческий танковый корпус, в Пермскую танковую бригаду. К лету 1944 года гвардии сержант Снигирёв — командир отделения взвода разведки роты управления 62-й гвардейской танковой бригады.
27 июля 1944 года гвардии сержант Снигирёв, действуя в составе группы разведчиков, одним из первых ворвался в город Львов. Обнаружил несколько огневых точек противника и способствовал их подавлению, давая целеуказания танкам. Лично ручными гранатами уничтожил расчет вражеского пулемета.
Приказом от 14 августа 1944 года гвардии сержант Снигирёв Иван Прокопьевич награждён орденом Славы 3-й степени.
23 января 1945 года гвардии сержант Снигирёв со своим отделением первым форсировал реку Одер, проник в глубину вражеской обороны в районе населенного пункта Крейнау. Более суток разведчики действовали в расположении противника, уничтожив свыше 15 противников и захватив вражеские карты, имевшие большую ценность.
2 февраля 1945 года отделение Снигирёва совершило налет на дом, превращенный в опорный пункт, в районе населенного пункта Герцогсвальдау. Разведчики уничтожили до 10 вражеских солдат, захватили в плен офицера и ценные документы.
Приказом от 14 марта 1945 года гвардии сержант Снигирёв Иван Прокопьевич награждён орденом Славы 2-й степени.
В марте 1945 года Снигирёв захватил «языка», уничтожил до 10 вражеских солдат, подавил 2 огневые точки противника, с бойцами отделения пленил 4 противников.
Указом Президиума Верховного Совета СССР от 27 июня 1945 года за исключительное мужество, отвагу и бесстрашие проявленные в боях с вражескими захватчиками гвардии сержант Снигирёв Иван Прокопьевич награждён орденом Славы 1-й степени Стал полным кавалером ордена Славы.
В 1946 году был демобилизован. Вернулся в родную деревню. Работал в леспромхозе. Скончался 30 августа 1953 года. Похоронен в селе Романово Усольского района Пермского края.
Награждён орденами Отечественной войны 2-й степени, Красной Звезды, Славы 3-х степеней, медалями.